# سلالة (رواية في السيرة الذاتية)
سلالة (بالفرنسية: Un pedigree) هو كتاب سيرة ذاتية للكاتب الفرنسي الحائز على جائزة نوبل للأدب، باتريك موديانو، نُشر لأول مرة سنة 2005 عن دار غاليمار ضمن سلسلة «الزمن الحاضر». وقد نُشرت ترجمتها العربية عن مشروع كلمة في أبوظبي سنة 2015 بترجمة صالح دانيال. تُعد هذه السيرة أحد أكثر أعمال موديانو خصوصيةً، إذ يروى فيها نشأته وتكوينه المبكر في فرنسا ما بعد الحرب العالمية الثانية، كما يسرد فيها خيوطًا مبعثرة من حياته الشخصية، متجنبًا الأسلوب الاعترافي التقليدي لصالح أسلوب تذكّري تجريدي وبارد أحيانًا.

## نبذة
يروي موديانو في هذا العمل ما يمكن تسميته بـالسيرة الباردة، فهو لا يتوسع في المشاعر، بل يقتفي أثر طفولته بين باريس ومدن الضواحي، مستعرضًا والديه المنفصلين، وتركه وحيدًا في أغلب فترات حياته الأولى، وانتقاله بين دور الرعاية والمعارف الغرباء. لا يتعمق موديانو في التأملات النفسية، بل يكتفي بتسجيل تواريخ الأسماء والأماكن كما لو كانت علامات على خريطة ذاكرته.تبدأ السيرة بعبارة لافتة: «ما أكتبه هنا لا يهم سوى الأموات»، مشيرًا إلى أن هذا الكتاب ليس دفاعًا عن نفسه، بل تسجيلٌ جاف لتسلسل زمنٍ ما، سعى فيه إلى استعادة صور الوجوه والطرقات والكتب الأولى التي قرأها، والمشاهد العابرة التي كوّنت ذاكرته المبكرة.

## الاستقبال
اُستقبل الكتاب بحفاوة نقدية، واعتُبر أحد المفاتيح الأساسية لفهم عالم موديانو الروائي، حيث تكشف السيرة عن الجذور الواقعية لتيماته الأثيرة مثل الهوية، الفقد، والذاكرة الممحوة. ورغم اقتصاده في اللغة وتجنّبه التحليل العاطفي، إلا أن الكتاب يقدم رؤية حزينة ومجردة للطفولة المهملة والهويات المتشظية.أشار عدد من النقاد إلى أن موديانو يتعمد أن يكتب عن ماضٍ لا يمكن الإمساك به، حيث تصبح السيرة انعكاسًا لطبيعة أعماله الروائية الأخرى التي تطارد أشباحًا وتفاصيل منسية. كما لاحظ بعضهم أن الكتاب يحوي نزعة مضادة للسيرة التقليدية، فهو لا يسرد إنجازات أو تحولات ذاتية، بل يكتب ضد التذكّر البطولي، مختارًا الغموض بدلًا من الإيضاح.

## الأسلوب والتلقي
يُميز الكتاب اقتصاده في الأسلوب، واستخدامه جُملًا قصيرة خالية من التزويق الأدبي، أقرب إلى كتابة السجلات أو البلاغات. وتُشكل التكرارات والفراغات النصية جزءًا من بنية المعنى، حيث تُبرز هشاشة الذاكرة الشخصية وتفتتها، وهو ما يُحيل إلى مجمل مشروع موديانو الأدبي.بعد صدور سلالة، ازدادت القراءات النقدية التي ترى في موديانو كاتبًا ذا مشروع سردي متكامل، يقارب السيرة الذاتية بطريقة مغايرة. وقد شكّل هذا العمل مع رواية من أقاصي النسيان وشارع الحوانيت المعتمة ثلاثية ضمنية عن الضياع والهويات المشوشة، مما جعله مرجعًا أساسيًا لدراسة أدب موديانو.

## أنظر أيضا
عشب الليالي
شارع الحوانيت المعتمة
مجهولات
صبية طيبون
سيرك يمر